# Myles Powell
Myles Powell, né le 7 juillet 1997 à Trenton dans le New Jersey, est un joueur américain de basket-ball évoluant aux postes de meneur et arrière.

## Biographie

### Carrière universitaire
Entre 2016 et 2020, il joue quatre saisons en université avec les Pirates de Seton Hall.

### Carrière professionnelle
Il est automatiquement éligible à la draft 2020 mais n'est pas choisi. Powell joue avec les Knicks de New York en pré-saison mais n'est pas conservé pour la saison régulière.
En avril 2021, il s'engage avec les Knicks de New York sous la forme d'un contrat two-way. Il est coupé le lendemain.
En décembre 2021, il signe un contrat two-way en faveur des 76ers de Philadelphie.

## Statistiques

### Universitaires
Les statistiques en matchs universitaires de Myles Powell sont les suivantes :
| Saison    | Équipe     | Matchs | Titul. | Min./m | % Tir | % 3pts | % LF | Rbds/m. | Pass/m. | Int/m. | Ctr/m. | Pts/m. |
| --------- | ---------- | ------ | ------ | ------ | ----- | ------ | ---- | ------- | ------- | ------ | ------ | ------ |
| 2016-2017 | Seton Hall | 33     | 2      | 23,8   | 39,2  | 33,2   | 81,7 | 2,24    | 0,88    | 0,91   | 0,18   | 10,70  |
| 2017-2018 | Seton Hall | 34     | 33     | 31,7   | 43,3  | 37,9   | 78,9 | 2,65    | 2,76    | 1,00   | 0,24   | 15,47  |
| 2018-2019 | Seton Hall | 34     | 34     | 36,0   | 44,7  | 36,3   | 84,0 | 4,00    | 2,91    | 2,00   | 0,18   | 23,06  |
| 2019-2020 | Seton Hall | 28     | 28     | 31,6   | 39,8  | 30,6   | 79,5 | 4,32    | 2,89    | 1,21   | 0,18   | 21,04  |
| Total     |            | 129    | 97     | 30,8   | 42,1  | 34,6   | 81,4 | 3,26    | 2,35    | 1,29   | 0,19   | 17,46  |

## Palmarès

### Universitaires
- Consensus first-team All-American (2020)
- Jerry West Award (2020)
- Big East Player of the Year (2020)
- 2× First-team All-Big East (2019, 2020)
- Big East Most Improved Player (2018)
- 2× Haggerty Award (2019, 2020)